# Mistrzostwa Świata w Short Tracku 2003
28. Mistrzostwa Świata w Short Tracku odbyły się w stolicy Polski, Warszawie (w hali Torwar), w dniach 19–21 marca 2003 roku.

## Klasyfikacja medalowa
| Lp. | Kraj              | Złoto | Srebro | Brąz | Razem |
| 1.  | Korea Południowa  | 7     | 5      | 6    | 18    |
| 2.  | Chiny             | 4     | 3      | 4    | 11    |
| 3.  | Bułgaria          | 1     | 0      | 1    | 2     |
| 4.  | Kanada            | 0     | 3      | 1    | 4     |
| 5.  | Stany Zjednoczone | 0     | 1      | 0    | 1     |

## Medaliści
| Konkurencja | Złoto                                                                        | Srebro                                                                               | Brąz                                                                             |
| Mężczyźni   |                                                                              |                                                                                      |                                                                                  |
| 500 metrów  | Li Jiajun                                                                    | Li Ye                                                                                | Song Suk-woo                                                                     |
| 1000 metrów | Li Jiajun                                                                    | Ahn Hyun-soo                                                                         | Jean-François Monette                                                            |
| 1500 metrów | Ahn Hyun-soo                                                                 | Song Suk-woo                                                                         | Lee Seung-jae                                                                    |
| 3000 metrów | Ahn Hyun-soo                                                                 | Apolo Anton Ohno                                                                     | Song Suk-woo                                                                     |
| Wielobój    | Ahn Hyun-soo                                                                 | Li Jiajun                                                                            | Song Suk-woo                                                                     |
| Sztafeta    | Korea Południowa · Ahn Hyun-soo · Yeo Jun-hyung · Oh Se-jong · Lee Seung-jae | Kanada · Mathieu Turcotte · Jean-François Monette · Jonathan Guilmette · Éric Bédard | Chiny · Sui Baoku · Li Jiajun · Li Haonan · Li Ye                                |
| Kobiety     |                                                                              |                                                                                      |                                                                                  |
| 500 metrów  | Yang Yang (A)                                                                | Amélie Goulet-Nadon                                                                  | Fu Tianyu                                                                        |
| 1000 metrów | Ewgenija Radanowa                                                            | Choi Eun-kyung                                                                       | Yang Yang (A)                                                                    |
| 1500 metrów | Choi Eun-kyung                                                               | Kim Min-jee                                                                          | Yang Yang (A)                                                                    |
| 3000 metrów | Kim Min-jee                                                                  | Choi Eun-kyung                                                                       | Cho Ha-ri                                                                        |
| Wielobój    | Choi Eun-kyung                                                               | Yang Yang (A)                                                                        | Kim Min-jee                                                                      |
| Sztafeta    | Chiny · Wang Chunlu · Fu Tianyu · Yang Yang (A) · Wang Meng                  | Kanada · Tania Vicent · Alanna Kraus · Annie Perreault · Amélie Goulet-Nadon         | Bułgaria · Anna Krystewa · Danieła Właewa · Marina Georgiewa · Ewgenija Radanowa |